# Ніколас Гупер
Ніколас Гупер (англ. Nicholas Hooper) — британський кіно- та телекомпозитор. Найвідомішою його роботою є саундтрек до п'ятої і шостої частин фільмів про Гаррі Поттера, працюючи над якими, об'єднався зі своїм давнім колегою по фільмах «Заявник Тічборна» (1998), «А ось і гості!» (2003), «Дівчина з кафе» (2005) і серіалах «Дороги, які ми вибираємо» (2001), «Велика гра» (2003)  режисером Девідом Єйтсом. 

## Нагороди
| Рік  | Фільм/Серіал                           | Нагорода                                                             | Результат |
| ---- | -------------------------------------- | -------------------------------------------------------------------- | --------- |
| 2002 | «Дороги, які ми обираємо»              | Премія БАФТА за найкращу оригінальну музику для телебачення          | Номінація |
| 2004 | «А ось і гості!»                       | Премія БАФТА за найкращу оригінальну музику для телебачення          | Перемога  |
| 2004 | «Велика гра»                           | Премія БАФТА за найкращу оригінальну музику для телебачення          | Номінація |
| 2006 | «Дівчина з кафе»                       | Премія БАФТА за найкращу оригінальну музику для телебачення          | Номінація |
| 2007 | «Головний підозрюваний: Фінальний акт» | Премія БАФТА за найкращу оригінальну музику для телебачення          | Перемога  |
| 2007 | «Гаррі Поттер і Орден Фенікса»         | World Soundtrack Awards                                              | Номінація |
| 2008 | «Гаррі Поттер і Орден Фенікса»         | Премія «Сатурн» за найкращу музику                                   | Номінація |
| 2008 | «Гаррі Поттер і Орден Фенікса»         | Премія Американської спілки композиторів, авторів і видавців (ASCAP) | Перемога  |
| 2010 | «Гаррі Поттер і Напівкровний Принц»    | Премія Американської спілки композиторів, авторів і видавців (ASCAP) | Перемога  |
| 2010 | «Гаррі Поттер і Напівкровний Принц»    | Греммі                                                               | Номінація |